# Kyme (Aiolis)
Kyme (lat. Cyme) war eine auf zwei Stadthügeln liegende antike griechische Stadt in der kleinasiatischen Landschaft Aiolis an einer südlichen Nebenbucht des Elaitischen Golfs (heute Çandarlι körfezi) beim heutigen Ort Aliağa in der Türkei.

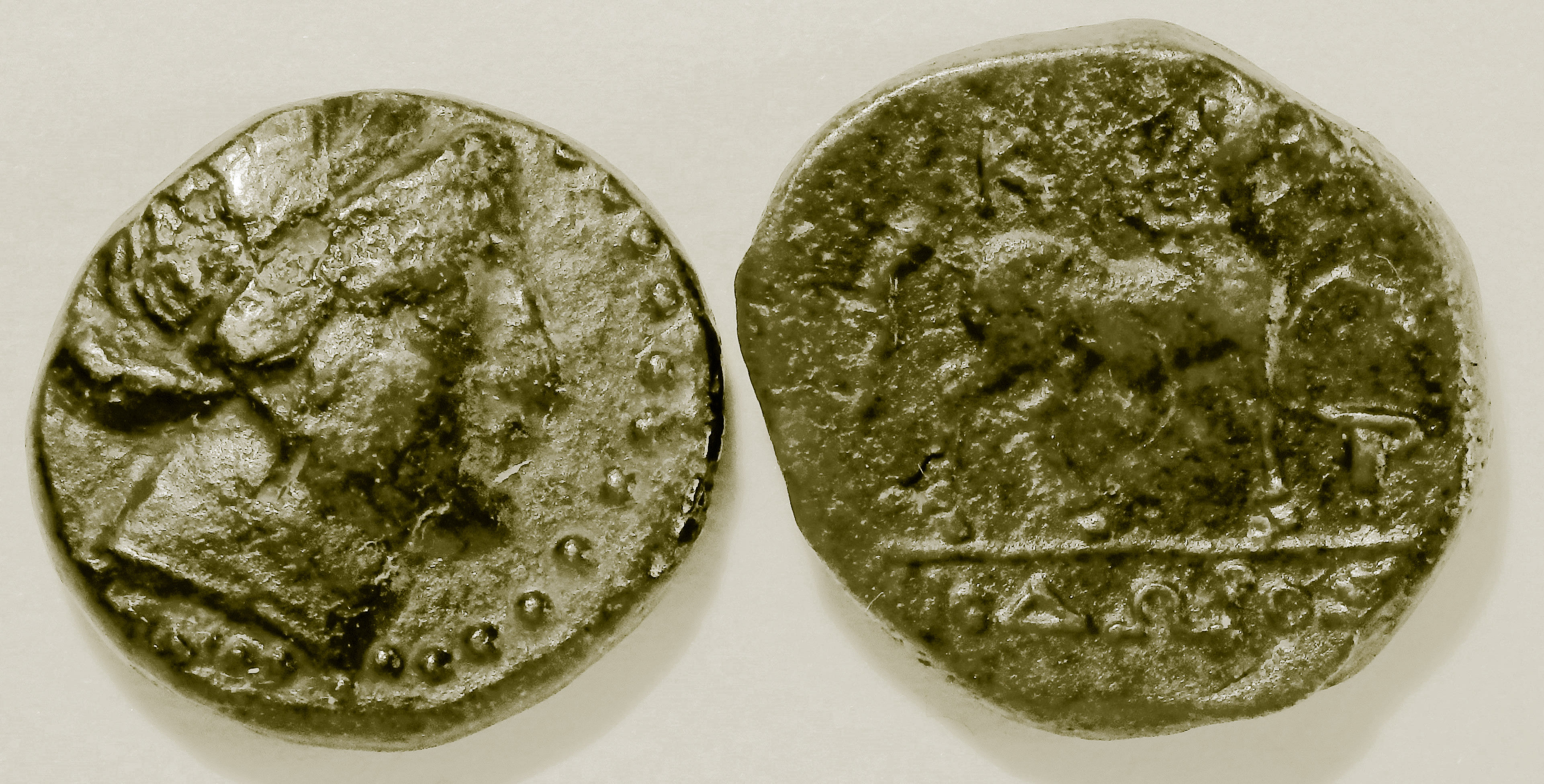
Bronzemünzen aus Kyme, Vorderseite: Amazone, Rückseite: Pferd, Inschrift, ca. 300–200 v. Chr.

Die Stadt wurde gemäß antiker Überlieferung von Äolern und Lokrern gegründet. Von hier aus wurde Side besiedelt. Kyme war Mitglied des aiolischen Elfstädtebundes und galt laut Strabon als größte und bedeutendste Stadt Äoliens. Die Tochter eines kymischen Königs war die Frau von König Midas. 546 v. Chr. wurde die Stadt in den Aufstand des Paktyes verwickelt. 499 v. Chr. war sie am Ionischen Aufstand, 480 v. Chr. am Xerxeszug beteiligt. Im Winter 480/79 v. Chr. war Kyme Winterquartier der persischen Flotte. 477 v. Chr. trat die Stadt dem Attischen Seebund bei, 412 v. Chr. stand man gegen Athen auf spartanischer Seite. Seit 400 v. Chr. wechselte Kyme schließlich, von einigen Unterbrechungen abgesehen, auf die Seite der Perser. Seit der Eroberung durch Alexander dem Großen war die Stadt wieder unter griechischer Herrschaft. 218 v. Chr. wechselte Kyme mit anderen Städten Ioniens und der Ägäis von Achaios zu Attalos I. 190 v. Chr. wurde die Stadt seleukidisch. Zwei Jahre später bestimmte Rom, dass die Stadt Steuerfreiheit zu erhalten hätte. 154 v. Chr. zahlte Prusias II. für angerichtete Schäden eine Entschädigung. Bei einer Schlacht bei Kyme wurde 132 v. Chr. Aristonikos geschlagen. Drei Jahre darauf wurde die Stadt der neuen römischen Provinz Asia zugeschlagen. Noch im 1. vorchristlichen Jahrhundert scheint Kyme sehr wohlhabend gewesen zu sein. In byzantinischer Zeit war die Stadt ein Suffraganbistum von Ephesos.
Aus der Antike sind noch Reste der Stoa, des Theaters, von Tempeln der Aphrodite (4. Jahrhundert v. Chr.) und der Isis (2. Jahrhundert n. Chr.), der Stadtmauer und Stadttore vorhanden. Vor der angesunkenen Südmole fanden sich Reste eines mittelalterlichen Hafenhauses. Bei Ausgrabungen fanden sich auch Reste wertvoller hellenistischer Statuen.
Berühmte Söhne der Stadt waren Hesiods Vater und der Historiker Ephoros. Auch von Homer wurde in einigen Quellen gesagt, dass er Sohn der Stadt gewesen sei. Die Bewohner der Stadt, die eher Ackerbauern waren als Seefahrer, galten in der Antike als einfältig und waren Ziel des allgemeinen Spottes.